# Ni Nengah Widiasih
Ni Nengah Widiasih, née le 12 décembre 1992 dans la kabupaten de Karangasem sur l'île de Bali, est une haltérophile handisport indonésienne concourant en -41 kg. Après le bronze aux Jeux de 2016, elle remporte l'argent à ceux de 2020.

## Biographie
Ni Nengah Widiasih perd l'usage de ses jambes après avoir contracté la poliomyélite à l'âge de 3 ans. Elle débute l'haltérophilie aux milieu des années 2000 et concoure pour la première fois aux championnats nationaux en 200.

## Carrière
En 2007, elle remporte le bronze aux Jeux d'Asie du Sud-Est puis l'argent deux ans plus tard aux Jeux de 2009. En 2014, elle rafle l'argent aux Jeux para-asiatiques à Incheon.
Pour ses premiers Jeux paralympiques en 2016 à Rio, elle remporte une médaille de bronze en -41 kg en soulevant 95 kg.
Aux Jeux paralympiques d'été de 2020, elle monte sur la deuxième marche du podium en soulevant 98 kg. C'est la seule médaille de l'Indonésie en haltérophilie et la première médaille d'argent du pays aux Jeux depuis ceux de 1988.

## Palmarès

### Jeux paralympiques
- médaille d'argent en -41 kg aux Jeux paralympiques d'été de 2020 à Tokyo
- médaille de bronze en -41 kg aux Jeux paralympiques d'été de 2016 à Rio de Janeiro

### Championnats du monde
- médaille de bronze en -41 kg aux Championnats du monde 2014 à Dubaï

### Jeux para-asiatiques
- médaille d'argent en -41 kg aux Jeux para-asiatiques de 2014 à Incheon
- médaille d'argent en -41 kg aux Jeux para-asiatiques de 2018 à Jakarta

### Jeux d'Asie du Sud-Est
- médaille d'or en -41 kg aux Jeux d'Asie du Sud-Est de 2011 à Surakarta
- médaille d'or en -41 kg aux Jeux d'Asie du Sud-Est de 2013 à Naypyidaw
- médaille d'or en -41 kg aux Jeux d'Asie du Sud-Est de 2017 à Kuala Lumpur
- médaille d'or en -41 kg aux Jeux d'Asie du Sud-Est de 2011 à Surakarta
- médaille d'argent en -41 kg aux Jeux d'Asie du Sud-Est de 2009 à Vientiane
- médaille de bronze en -41 kg aux Jeux d'Asie du Sud-Est de 2007 à Nakhon Ratchasima